# Camellia viridicalyx
Camellia viridicalyx là một loài thực vật có hoa trong họ Theaceae. Loài này được H.T.Chang & S.Y.Liang mô tả khoa học đầu tiên năm 1981.

## Hình ảnh

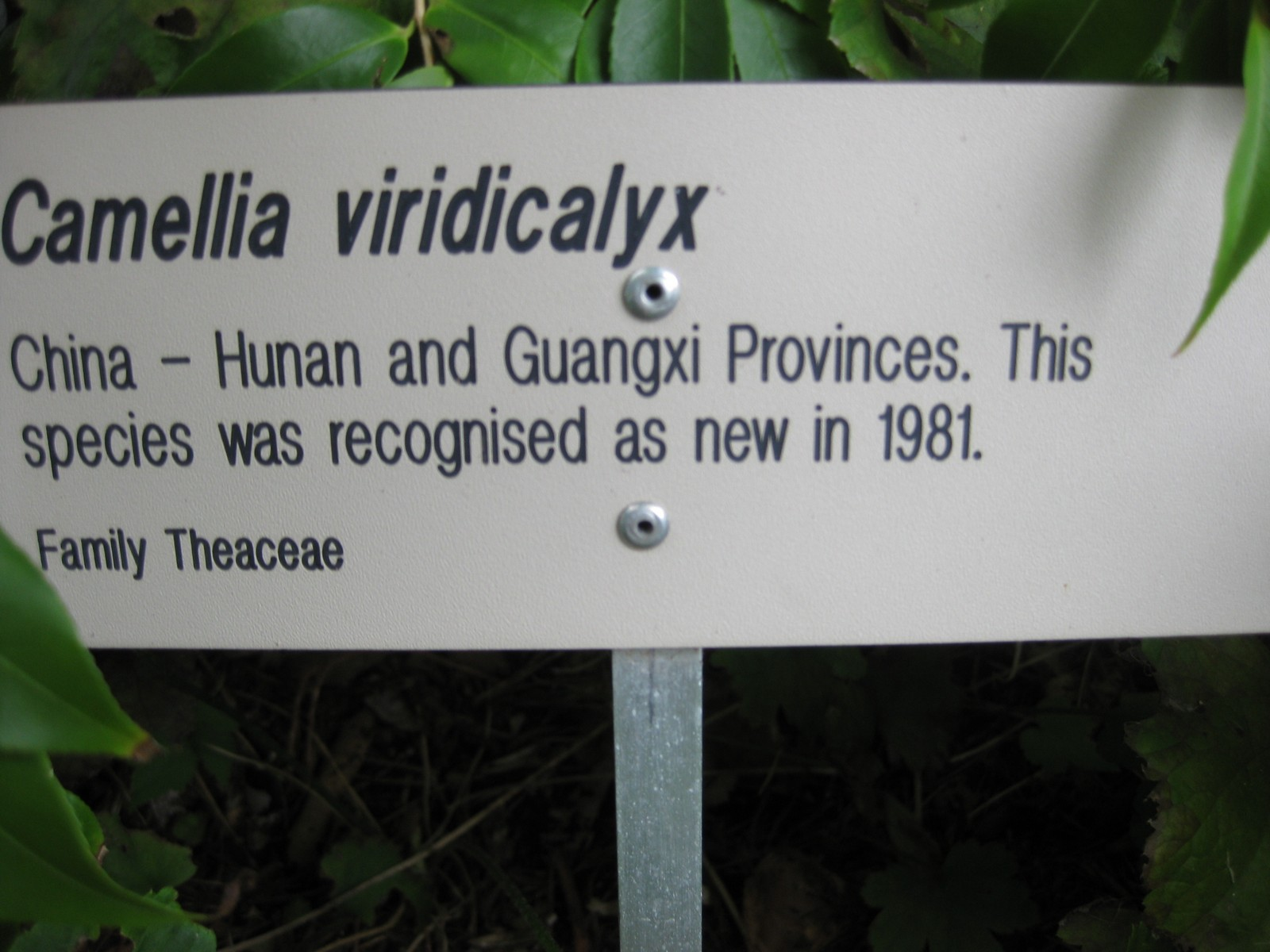